# Солиняно
Солиня̀но (на италиански: Solignano, на местен диалект Solgnàn, Солънян) е село и община в северна Италия, провинция Парма, регион Емилия-Романя. Разположено е на 232 m надморска височина. Населението на общината е 1858 души (към 2010 г.).